# Bulbophyllum nigericum
Bulbophyllum nigericum là một loài loài biểu sinh hoặc thực vật sống trên vách đá thuộc họ Orchidaceae. Đây là loài bản địa của Cameroon (có tại các nơi Enyandong, Mt Kupe và dãy núi Bakossi), và Nigeria, tại những nơi trên loài này được tìm thấy sống trên các ngọn núi hoặc đồi, tại các khu vực nhiệt đới hay cận nhiệt đới, rừng mưa ẩm ướt, tại độ cao ở khoảng 800 và 2,050 mét. Chúng hiện đang bị đe dọa vì môi trường sống bị đe doạ bởi nạn phá rừng diễn ra thường xuyên và ngày càng tăng nhằm mục đích trồng trọt mùa màng. It was described năm 1962.
Fại làng Enyandong, một mẫu B. nigericum đang phát triển trên một cây nằm trước ngôi nhà của trưởng làng, nơi dễ dàng nhìn thấy bởi công chúng. Các nhà bảo tồn hi vọng điều này sẽ giúp tăng cường ý thức người dân địa phương trong việc nhận dạng và bảo vệ loài thực vật này.